# Ygrotopos Ekvolon Kalama Kai Nisos Prasoudi
Ygrotopos Ekvolon Kalama Kai Nisos Prasoudi este o arie protejată (arie de protecție specială avifaunistică — SPA) din Grecia întinsă pe o suprafață de 8.643,07 ha, integral pe uscat.

## Localizare
Centrul sitului Ygrotopos Ekvolon Kalama Kai Nisos Prasoudi este situat la coordonatele 39°33′38″N 20°11′46″E / 39.560632°N 20.196093°E.

## Înființare
Situl Ygrotopos Ekvolon Kalama Kai Nisos Prasoudi a fost declarat arie de protecție specială avifaunistică în februarie 1997 pentru a proteja 49 de specii de animale.

## Biodiversitate
Situată în ecoregiunea mediteraneană, aria protejată nu include niciun habitat protejat.
La baza desemnării sitului se află mai multe specii protejate de  păsări (49): uliu cu picioare scurte (Accipiter brevipes), lăcar mare (Acrocephalus arundinaceus), pescăruș albastru (Alcedo atthis), rață sulițar (Anas acuta), rață mare (Anas platyrhynchos), stârc cenușiu (Ardea cinerea), buha (Bubo bubo), pasărea ogorului (Burhinus oedicnemus), șorecarul comun (Buteo buteo), ciocârlie-cu-degete-scurte (Calandrella brachydactyla), bătăuș (Calidris pugnax), caprimulg (Caprimulgus europaeus), chirighiță-cu-aripi-albe (Chlidonias leucopterus), șerpar (Circaetus gallicus), erete vânăt (Circus cyaneus), acvilă țipătoare (Clanga clanga), lebădă de vară (Cygnus olor), ciocănitoare de grădină (Dendrocopos syriacus), egretă mică (Egretta garzetta), șoim de iarnă (Falco columbarius), șoim călător (Falco peregrinus), vânturel de seară (Falco vespertinus), lișiță (Fulica atra), Gallinago media, cufundar polar (Gavia arctica), piciorong (Himantopus himantopus), Hippolais olivetorum, rândunică (Hirundo rustica), stârc pitic (Ixobrychus minutus), sfrâncioc roșiatic (Lanius collurio), sfrâncioc cu cap roșu (Lanius senator), ciocârlie de pădure (Lullula arborea), cormoran mic (Microcarbo pygmaeus), gaia roșie (Milvus milvus), codobatura galbenă (Motacilla flava), Numenius arquata arquata, culic cu cioc subțire (Numenius tenuirostris), stârc de noapte (Nycticorax nycticorax), vultur pescar (Pandion haliaetus), viespar (Pernis apivorus), Phalacrocorax carbo sinensis, flamingo roz (Phoenicopterus roseus), ploier auriu (Pluvialis apricaria), cresteț pestriț (Porzana porzana), chiră de baltă (Sterna hirundo), chiră mică (Sternula albifrons), turturică (Streptopelia turtur), silvie roșcată (Sylvia cantillans), fluierar de mlaștină (Tringa glareola)
Pe lângă speciile protejate, pe teritoriul sitului au mai fost identificate 2 specii de păsări.